# Арно Ляйстен
Арно Ляйстен (нім. Arno Leisten; 24 грудня 1919, Дюссельдорф — 20 вересня 1943, Балтійське море) — німецький офіцер-підводник, оберлейтенант-цур-зее крігсмаріне.

## Біографія
1 жовтня 1938 року вступив в крігсмаріне. Після проходження тривалого навчання в червні 1941 року призначений офіцером взводу 2-ї навчальної дивізії підводних човнів. В січні 1942 року направлений на будівництво підводного човна U-336 для вивчення його будови, а 14 лютого призначений 1-м вахтовим офіцером човна. В червні-травні 1943 року пройшов курс командира човна, після чого направлений на будівництво U-346. З 7 червня — командир U-346. 20 вересня 1943 року човен затонув у Балтійському морі біля міста Гель (54°37′ пн. ш. 18°50′ сх. д.) під час навчального занурення.  6 членів екіпажу були врятовані, а 37 (включаючи Ляйстена) загинули.

## Звання
- Кандидат в офіцери (1 жовтня 1938)
- Морський кадет (1 липня 1939)
- Фенріх-цур-зее (1 грудня 1939)
- Оберфенріх-цур-зее (1 серпня 1940)
- Лейтенант-цур-зее (1 квітня 1941)
- Оберлейтенант-цур-зее (1 січня 1943)